# René de Cornulier
Pour les autres membres de la famille, voir Famille de Cornulier.
Le comte René de Cornulier (Alphonse Jean Claude René Théodore de Cornulier-Lucinière), né le 15 avril 1811 au château de Lucinière à Joué-sur-Erdre (Loire-Atlantique), mort le 23 mars 1886 à Nantes, est un officier de marine et un homme politique français, d'orientation monarchiste, maire de Nantes en 1874.
Il est curieusement répertorié sous le nom de "Jean Alphonse" (no 109) dans la liste de la mairie de Nantes.

## Biographie

### Vie familiale
Fils du comte Jean-Baptiste Théodore Benjamin de Cornulier-Lucinière, officier et maire de Nort-sur-Erdre, et d'Anne d'Oilliamson, René de Cornulier-Lucinière est le petit-fils de Gabriel d'Oilliamson et le frère de Hippolyte de Cornulier-Lucinière.
En 1838, il épouse Louise de la Tour-du-Pin Chambly de la Charce, sœur de Gabriel de La Tour du Pin Chambly de La Charce (président du Conseil général de la Vendée) et nièce de Humbert de Sesmaisons, dont il aura quatre fils (devenus tous quatre officiers, dont deux généraux et un dans la marine) et deux filles (dont une mariée au général Christian Perez).

### Carrière militaire
En 1825-26, il est élève de classe préparatoire au collège royal de Nantes ; il est admis au Collège royal de la Marine d'Angoulême puis devient officier de marine. En 1831, il participe à l'expédition française en Algérie (prise de Bône). Malgré ses opinions légitimistes, il reste au service des régimes qui se succèdent par patriotisme, atteignant le grade de contre-amiral.
Il devient membre du Conseil d'Amirauté en 1864, commandant du vaisseau-école Borda et est promu contre-amiral en mars 1868.
Cornulier est major-général de la Flotte à Cherbourg en juillet 1868
Nommé commandant de la division navale des mers de Chine et du Japon en 1869, il est gouverneur et commandant en chef par intérim de Cochinchine et des forces navales françaises en Extrême-Orient (Chine et Japon).
Il prend sa retraite de la marine en 1873.

### Carrière politique
Espérant le rétablissement de la monarchie à l'époque du président Mac Mahon, il accepte le mandat de maire de Nantes qui lui est proposé le 26 février 1874 ; la nouvelle mairie est installée par le préfet Lavedan le 2 mars 1874. À la suite du retrait de René Waldeck-Rousseau pour maladie, la mairie est dirigée depuis juin 1873 par Charles Lechat, premier adjoint. Début 1874, le préfet Lavedan décide de nommer un maire et des adjoints pris hors du conseil municipal, ce qui pousse plusieurs conseillers municipaux républicains à démissionner, notamment Georges Colombel. En août, Nantes reçoit la visite du président Mac-Mahon. Aux élections municipales de décembre, les républicains sont majoritaires et René de Cornulier perd sa fonction le 14 décembre, date du décret présidentiel nommant son successeur, Julien-Charles Lechat.
En 1877, il se présente aux élections législatives, mais est battu par Charles-Ange Laisant, député sortant.
Par ailleurs, il est membre du conseil supérieur de l'Instruction publique (1873-1879) et préside le comité nantais de défense de l'Université catholique d'Angers.
Souffrant d'une longue maladie contractée en Extrême-Orient, il meurt le 23 mars 1886 à son domicile de la rue d'Argentré à Nantes, ville où il est enterré au cimetière La Bouteillerie.